# 全的堕落
全的堕落（ぜんてきだらく、英語: Total Depravity）は、すべての人間が罪によって全的に堕落しているという聖書の教理の前提であり、プロテスタント、特にカルヴァン主義神学の根幹となる教理である。カルヴァン主義の5特質TULIPの一つ。宗教改革者とプロテスタント正統主義において、教父アウグスティヌスによる原罪論が神学的に発展、展開、構築され、教理的、神学的に提示された。この教えは、ルーテル神学、改革派神学（カルヴァン主義）、形骸的にウエスレアン・アルミニアン神学など、プロテスタントにおける各神学的立場を横断して受け入れられている。ただしルーテル教会、カルヴァン主義と、ウェスレアン・アルミニアン神学の間には若干の違いがある。
ローマ・カトリックにおいては、アウグスティヌスの原罪論は採るものの、全的堕落説は採られず、アウグスティヌスの論を全的堕落の根拠とすることについて否定している。
正教会では、アウグスティヌスを全否定はしないものの、アウグスティヌスの自由意志に係る論そのものを受け入れず、全的堕落という考え方は全く採られない。

## ラテン教父
聖書のコンテキストからの聖典解釈から導かれる「全的堕落」や、さらにはアダムの堕罪さえも人類に対し影響を及ぼすべきものではないと最初に主張し始めた4世紀のペラギウスは、救霊は人間の自由意志によって実現され得るのだから、神の救済を必要としないとする（ペラギウス主義）。

これに対立する、人間の自由意志は認められようが、かかる意志も神が予定したものに過ぎないとするアウグスティヌスとの論争は、ペラギウス派駁論集として著述に残されている。

結果、ペラギウスはエフェソス公会議において異端であるとの審決が確定し、排斥された。

## カルヴァン主義

### すべての人間の堕落
人は、アダムの創造主である神への反逆、すなわち堕罪ゆえに、その結果として「全的に堕落」したとするもので、ここに「全的」とは、二重の意味を持つ。第一に、その「堕落」が全人類に広がりアダムの末裔である限り、その「堕落｣から逃れた者はいない、という「堕落」普遍性を示すことばであり、第二に、人格のすべての領域にその「堕落」が及んでいると言う意味において「全的」なのである。つまりすべての人間は堕落しており、また人間の人格もすべて堕落しているという意味である。「神学の第一原理は、人間の堕落、人間の罪である。」と言われている。
教会史上神学の基本的な形は、ペラギウス主義、半ペラギウス主義、アウグスティヌス主義の三つしかないとする指摘がある。ロバート・チャールズ・スプロールは、ペラギウス主義は亜キリスト教、あるいは反キリスト教であり、自由主義神学（リベラル）とペラギウス主義に救いはないとしている。

### 人格すべての堕落

#### 意志
まず「意志」の分野において、神に背いた人の意志は、罪（sin）の奴隷となっていて、いのちの源である神のいのち、すなわち「永遠のいのち」に与らない限り、意志は常に罪（行）に傾いてゆく。
アウグスティヌスは堕落前と堕落後の人間をこのように分類する。
1. posse peccare エデンでは罪を犯す自由もあった
2. non posse non peccare 堕落後の人間は罪を犯さずにいるという自由をもっていない
3. posse non peccare 恵みを与えられた人間は罪を犯さない自由もある
4. non posse peccare 天国で罪を犯す自由はない。

#### 理性・知性
「理性」においても、人は自らを賢い者としているが、その実、愚かになっている。近代、啓蒙主義が興るにつれて、人間理性は、神から自立した理性として自己主張し、その結果、物質的世界は、地中海世界から環太平洋世界へと格段に広がり、現代では、人間の知識は、地球を越えて宇宙へと広がりを見せている。しかし、その一方で、心理学の発展にもかかわらず、人は己に関して無知であり、霊の世界を見失って、自らを四次元の世界、五感の世界に閉じ込めてしまっている。
「生まれながらの人間」は堕落しているので、聖書を理解することはできず、新生してクリスチャンとなり、聖霊に導かれて聖書を読んではじめて聖書を理解することができる。
堕落前の世界と堕落後の世界は異なっており、堕落後の人間は堕落前の世界を理解することが出来ない。また、人間の知性にも堕落の影響が及んでいるため、学問にもクリスチャンの学問とノンクリスチャンの学問の二種類の学問がある。

#### 感情
「感情・情緒」の分野においても、この｢堕落」の結果は顕著であって、しばしば現代人は感情の倒錯を経験する。愛する代わりに憎み、謙遜である代わりに傲慢となっている。

### 相対的善
このように「堕落」は、人格の三要素「知情意」のすべてに及んでおり、ここに人の持つ根源的課題があるとされる。ジャン・カルヴァンはこのように述べる。「キリスト者は神のかたちを帯びることによって神の子と認識されるように、彼らは堕落して帯びるに至ったサタンの像によって、サタンの子らとして、正当に見なされるからである。（第一ヨハネ3:8）
ただし、一般恩寵があるので、ノンクリスチャン、異教徒が善を行なう能力をまったく失ったわけではなく、彼らも救いに至ることのない相対的な善を行なう能力は有している。魂が神から離れていることでは霊的死の状態は悪魔と変わらないが、人間である異教徒と御使いであった悪魔には相違がある。堕落した人間も、悪魔や悪霊ほどの腐敗の進捗は見られない。
『ウェストミンスター信仰告白』16:7は、新生していない者が神に命じられている事柄で、自分にも他人にも有益な善行を行ったとしても「その行為は、罪深いものであり、神を喜ばせることも、神から恵みを受けるにふさわしい者にすることもできない。それでもなお、彼らがこの行為を怠ることは、いっそう罪深く、神を怒らせることである」と告白している。
これは「悪い者が耕すことは罪である。しかし、悪い者が耕さないことはもっと罪深い」と表現される。

## カトリック教会
ローマ・カトリック教会において、全的堕落の見解は採られない。
トリエント公会議（1546年、1547年の第5・第6会議）において、原罪と義認に関する教えがとりあげられた。ここにおいて、人間の自由意志は罪によって弱められるに過ぎず、救いの過程に参与する資格をもっており、人間の救いは恩寵と人間の行為とによるとされ、宗教改革に対抗する立場が明らかにされている。
アウグスティヌスはカトリック教会において「最大の教師」とも呼ばれ重要視されるが、原罪と人間性の脆さ・弱さに関する教理、および恩寵の必須であることを巡っては、しばしば極端に走ったとも指摘される。ルター、ツヴィングリ、カルヴァンなどにより、アウグスティヌスに残存していた誤謬が、誤って利用されたとカトリック教会では理解される。
ローマ・カトリックにおいては、アウグスティヌスの論が全的堕落説であることをそもそも認めない。

## 正教会における「堕落」理解
正教会はアウグスティヌス、ルター、カルヴァンらが主張したような人間の堕落についての理解を採らない（アウグスティヌスは正教会でも聖人ではあるが、人間の「堕落」についての彼の見解は評価されていない）。
正教会においては、人間は生まれた時から、堕落した条件の中で生きざるを得ず、肉体的な弱化と、霊的な病としての意志の弱さ・連帯性の欠如といった結果がその条件からもたらされると理解される。
しかし正教会では罪によって人間がこのように病んでいる事は認めるが、人間の本性が根から堕落し全面的に腐敗を被っているとはしない。ルター主義者が堕落によって人の内なる神の像が失われたとするのに対し、正教会では「神の像が昏昧したのであって絶滅したのではない」とし、「肖」(Likeness)は失われたが「像」(Image)は失われていないと主張する。さらに、正教会においては、自由意志には限界はあるが絶滅してはいないとし、人間の意志は病んではいるとはいえ、依然として善を選択する事が可能であると理解される。
アウグスティヌスによる、堕落の結果「自由意志は失われた」という説、「人間性はその落ち込んでしまった過誤に組み伏せられ、自由を失った」という説に、正教会は同意しない。
正教会はエルサレムの聖キュリロスの言を採る。「（各人は）その行うことを実行する力を持っている。貴方は罪を犯すために生まれてきたのではないからだ。」「悪魔は悪へのほのめかしを行うことは出来る。しかし、貴方を貴方自身の意志に背かせる事は出来ない。」またさらに、西方教会神学の影響が甚だしかった時代に正教の護教的な信仰告白を表したとされるエルサレム総主教ドシセオス2世は、1672年にエルサレム地方公会で認められた『信仰告白』で、「神は、意志する力、すなわちご自身に従うことを意志する力も、従わないことを意志する力も、取り上げられることはない」と断言した。
と同時に、救いは完全に神のみわざであるともされる。どんな「配分」にせよ、神と、その共働者人間それぞれの貢献につき、割合の概念を当て嵌める事は否定される。我々の救いというわざは、全体的に完全に神の恵みのわざであり、かつその神の恵みのわざの内にあって、人間は全体的に完全に自由であり続ける。神の恵みと人間の自由は互いに排斥する事は考えられず、互いに補い合う。ウラジーミル・ロースキイによればこれは「同じ現実の二つの極」と表現される。神の恵みの働きの余地が広ければ広いほど、人間の自由も一層活発に働くとされる。
以上のような正教会の概念は、正教会においてペラギウス主義、半ペラギウス主義とは自認されない。

### 関連文献
- アウグスティヌス『神の国』
- アウグスティヌス『ペラギウス派駁論集（アウグスティヌス著作集29）』
- マルティン・ルター『奴隷意志論』